# Pravoslavný kříž v Dlouhé Loučce
Pravoslavný kříž v Dlouhé Loučce je pomník věnovaný ruským vojákům, zemřelým po bitvě u Slavkova v lazaretu v Dlouhé Loučce v okrese Olomouc. Pomník je chráněn jako kulturní památka České republiky.

## Popis pomníku
Jedná se o pravoslavný kříž v remízku ve svahu pod Křivou. Kříž se nachází v parčíku o rozloze 8 x 8 m, osázeném tújemi a doposud s průvodním kovovým oplocením. Pravoslavný kříž heraldicky sestává ze tří příčných ramen, z nichž spodní vychýlené do kosmé polohy je znakem pravoslaví. Na horním rameni kříže je nápis starou cyrilicí: „Vječnaja pamjať ruskimj vojnamj umjerščim v 1805–6 gg vj Langendorf i zdes pogrebenimj.“ Na svislém rameni je citát ze svatého Ivana „Bolši sej ljubve niktože imať, da kto dušu svoju položit za drugi svoji.“ Pravoslavný kříž z černého mramoru je 2,2 m vysoký a umístěný na kupě z opuky (výšky cca 1 m). Na čelní straně desky je vsazena deska s vročením: Vozdvygnuť vj 1896.

## Lazaret v Dlouhé Loučce
V průběhu Napoleonova slavkovského tažení procházela přes Moravu vojska tří armád: ruské (asi 75 000 mužů), rakouské (asi 15 000 mužů) a francouzské (asi 75 000 mužů). Ve snaze vyhnout se většímu postižení obyvatelstva válečnými událostmi (ubytování vojáků po jednotlivých domech), vybíralo velitelství pro účely polních nemocnic především zámecké budovy. Jedním z takových byl právě barokní zámek v Dlouhé Loučce, vystavěný v roce 1709.
Během napoleonských válek byl na vojenskou nemocnici přestavěn hned dvakrát. Stalo se tak na přelomu roku 1805–1806 po zmíněné bitvě u Slavkova a v roce 1809 po bitvě u Wagramu a Znojma. Podle dochovaných záznamů v obou časových obdobích zde mohlo být léčeno okolo 600 vojáků současně. Po bitvě u Slavkova byli v nemocnici ošetřování ruští vojáci. K zabezpečení zásobování této nemocnice potřebným zařízením, potravinami a vodou bylo potřeba denně několik vozů domácího obyvatelstva. Služba v nemocnici pro
místní obyvatelstvo však byla velice nepopulární. Snadno docházelo k šíření infekčních chorob, hlavně tyfu[nepřesný odkaz]. Odvážení mrtvých se provádělo převážně v podvečerních hodinách. Do hromadných hrobů byly spouštěni z vozů, nejdříve politi vápnem a pak zasypáni hlínou. Není přesně znám počet obětí na následky zranění nebo nemocí. Odhaduje se ale, že v oblasti kopce pod Křivou je pohřbeno několik set vojáků. Později se také objevila kritika pro nedůstojné zacházení s mrtvými. Po zrušení lazaretů bylo velice nákladné uvést objekty do původního stavu. Finanční vyrovnání škod na majetku bylo zdlouhavé a řešené se zpožděním mnoha let a ne vždy náhrady pokryly skutečné výdaje.

## Historie pomníku
Na konci 19. století byly v mnohých evropských zemích zakládány spolky vojenských vysloužilců, které měly upevňovat bojového ducha mezi obyvatelstvem. Také v rakousko-uherské říši nacházely tyto snahy odezvu, nejdříve u německého obyvatelstva, ale brzy i mezi českými občany. Posláním těchto spolků bylo sdružování mužů po návratu z vojenské služby, kromě domobrany, udržování vojenského ducha, podporování vdov po zemřelých členech spolku a v neposlední řadě to byla výchova členů v duchu loajality vůči monarchii. V roce 1886 byl založen Ústřední výbor vysloužilců vojenských pro Čechy a Moravu. V souladu s tímto myšlenkovým proudem byly učiněny první kroky k připomenutí následků válečných událostí z počátku století a uctění památky obětí napoleonských válek v tehdejším Langendorfu (dnešní Dlouhá Loučka).
O slavnostním odhalení pomníku ruským vojákům v Dlouhé Loučce se v tehdejším listu „Litovelské noviny“ č.21 ze 13. listopadu 1896 píše:
| „ | V Dlouhé Loučce odbyla se 28.10.1896 velmi dojemná slavnost. Byl totiž slavnostně odhalen pomník, jejž tam Car Mikuláš II. dal zřídit oněm ruským vojákům, kteří na Moravě roku 1805 buď padli nebo v Dlouhé Loučce v tamější vojenské nemocnici následkem utrpěného zranění zemřeli. Nemocnice tato zřízena byla v tamějším zámku patřícímu německému řádu. Na kopečku za Dlouhou Loučkou pohřbeno bylo tehdy několik set ruských vojínů. Arcivévoda Eugen chtěl na počátku tohoto roku na kopečku tomto sám zřídit pomník. Ale car Mikuláš II. zvědev o tomto úmyslu vyslovil přání, že on sám myšlenku tu provede. A tak zřízen byl pomník, jenž 5.11.1896 byl slavnostně odhalen a posvěcen. Vysvěcení dle obřadu pravoslavného vykonal arcikněz velvyslanectví ruského ve Vídni Alexandr Nikolajevský za čestné asistence, za německý řád hrabě Rosenberg – Orsini a mnoho set okolního obyvatelstva. | “ |

Pomník obklopily prapory v rakouských a ruských barvách a v barvách německého řádu, které přinesli v čele průvodu obyvatelstva nejstarší členové obecního Veteránského spolku vojenských vysloužilců. Plukovník Voronin a hrabě Rosenberg položili k pomníku věnce, poklekli a políbili kříž. Po salvách z hmoždířů pronesl Voronin několik přátelských vět k vojenským vysloužilcům a poté se vzácní hosté odebrali do horního zámku.
Jako turistický cíl je pomník poprvé zmiňován v Olomouckém okruhu z roku 1955 profesorem Rokytkou. Rozsáhlé udržovací práce pomníku proběhly v roce 1975 za přispění místní ČSPO. V posledních desetiletí se stal středem zájmu a péče obecního úřadu a klubů „Oživlé historie“.